# Comuna Mazurivka, Cernivți
Mazurivka (în ucraineană Мазурівка) este o comună în raionul Cernivți, regiunea Vinnița, Ucraina, formată din satele Abramivska Dolîna, Hraboveț, Mazurivka (reședința), Romașka și Vesneane.

## Demografie
Componența lingvistică a satului Mazurivka
     Ucraineană (99,4%)
     Alte limbi (0,6%)
Conform recensământului din 2001, majoritatea populației satului Mazurivka era vorbitoare de ucraineană (99,4%), existând în minoritate și vorbitori de alte limbi.